# دوري أبطال إفريقيا 2010
انطلقت يوم الجمعة الموافق 12 فبراير، 2010 النسخة السادسة والأربعون من بطولة دوري أبطال أفريقيا لكرة القدم التي يتأهل بطلها إلي كأس العالم لأندية كرة القدم 2010. ويتأهل أيضًا لملاقاة بطل كأس الاتحاد الكونفدرالي الأفريقي لكرة القدم 2010 في مباراة السوبر الأفريقية. يشارك في دوري الأبطال هذا العام ثمانية وخمسون نادي من مختلف دول القارة الإفريقية. تم إعفاء أفضل ستة أندية من خوض الدور التمهيدي وهي تي.بي.مازيمبي الكونغو ديمقراطي (حامل لقب النسخة الماضية) - الأهلي المصري (بطل النسخة قبل الماضية) - هارت لاند النيجيري (وصيف النسخة الماضية) - كل من أسيك ميموسا الإيفواري والهلال السوداني وديناموز هراري الزيمبابوي (أصحاب أفضل نتائج خلال النسخ الثلاث الأخيرة من البطولة). بينما يخوض الإثنين وخمسون ناديًا الباقون الدور التمهيدي، ويتأهل منهم ستة وعشرون ناديًا ينضمون للفرق الست المعفاة لخوض دور الإثنين وثلاثين كما يلي:-

## الدور التمهيدي
- إذا تعادل فريقان في مجموع اللقائين تطبق قاعدة الهدف الاعتباري فإذا تعادلا تؤخذ ركلات الترجيح مباشرة دون اللجوء إلي الوقت الإضافي.
- الأندية المتأهلة إلي دور الإثنين وثلاثين تظهر بالخط العريض.
- الذهاب أحد أيام 12 - 13 - 14 فبراير 2010، الإياب أحد أيام 26 - 27 - 28 فبراير 2010

| رقم | مكان / تاريخ                              | GMT         | المباراة                                                                     | النتيجة     | مجموع             | الأهداف |
| --- | ----------------------------------------- | ----------- | ---------------------------------------------------------------------------- | ----------- | ----------------- | --- |
| 1   | كيجالي 13 فبراير لواندا 27 فبراير         | ؟           | الجيش (رواندا) : ريكرياتيفو دي ليبولو ريكرياتيفو (أنغولا) : الجيش            | 2 - 2 0 - 1 | 2 - 3             | كيجالي كابانج - فوكسيتو - نييريندا - فوكسيتو لواندا ؟                                                      |
| 2   | باماكو 14 فبراير بنغازي 28 فبراير         | 16:00 17:00 | دجوليبا (مالي) : أهلى بنغازى (ليبيا) : دجوليبا                               | 1 - 0 0 - 0 | 0 - 1             | باماكو جون لويس غويا                                                                                       |
| 3   | داكار 13 فبراير كوماسي 28 فبراير          | ؟           | لينجير (السنغال) : أشانتى كوتوكو كوتوكو (غانا) : أية.أس.سي لينجير            | 2 - 0 2 - 0 | 2 - 2 ترجيح 2 - 4 | داكار بابا أسان با - أمادو دياللو كوماسي كبيرو إيمورو - إسحاق أمواكو                                       |
| 4   | نيروبي 13 فبراير الإسماعيلية 27 فبراير    | 13:00 17:30 | سوفاباكا (كينيا) : الإسماعيلي (مصر) : سوفاباكا                               | 0 - 0 2 - 0 | 2 - 0             | الإسماعيلية محمد حمص - عبد الله السعيد . على يوتيوب. على يوتيوب                                            |
| 5   | سان ديني 13 فبراير أنتاناناريفو 28 فبراير | ؟           | تامبونايز (ريونيون) : أجيسايا (مدغشقر) : ستاد تامبونايز                      | 2 - 1 1 - 3 | 2 - 5             | سان ديني بولار - فونتين - بوليدا أنتاناناريفو بولار - فوافي - دياللو - المدغري                             |
| 6   | بورتو نوفو 14 فبراير أبيدجان 26 فبراير    | - -         | بطل (بنين) : أفريكا سبورتس أفريكا (كوت ديفوار) : بطل (بنين)                  | - -         | انسحاب بنين       | |
| 7   | كوناكري 14 فبراير الدار البيضاء 28 فبراير | 16:30 17:00 | فيللو ستار (غينيا) : الرجاء البيضاوي (المغرب) : فيللو                        | 1 - 3 1 - 1 | 4 - 2             | كوناكري نجدي - ديا - نغوم - كمارا الدار البيضاء عمر نجدي - سيسيه                                           |
| 8   | مالابو 14 فبراير لواندا 28 فبراير         | ؟ 17:00     | نغويما (غينيا الاستوائية) : بترو إتليتيكو بترو (أنغولا) : سوني نغويما        | 2 - 3 6 - 1 | 9 - 3             | مالابو سانتانا - مادينا - كاسوما - توري - سانتانا لواندا إيتاه - اماتشا - جوكا - جوكا - جوكا - إياما - جوب |
| 9   | نيامي 14 فبراير تونس 26 فبراير            | 15:00 18:00 | الساحل (النيجر) : الإفريقي (تونس) : الساحل                                   | 2 - 1 - 0   | 2 - 2 إضغط        | نيامي با - أبو باكاري - تراوري تونس خالد المليتي                                                           |
| 10  | بانجول 13 فبراير تيزي وزو 27 فبراير       | 16:30 14:00 | أرمد فورس (غامبيا) : شبيبة القبائل (الجزائر) : أرمد فورس                     | 1 - 2 3 - 0 | 5 - 1             | بانجول حميتي - عودية - بلكالام بالخطأ تيزي وزو نسيم أوصالح - ربيع مفتاح - محمد سوقار                       |
| 11  | إنجامينا 14 فبراير أبوجا 28 فبراير        | ؟           | الغزالة (تشاد) : بايلسا يونايتد (نيجيريا) : الغزالة                          | 1 - 0 2 - 2 | 2 - 3             | إنجامينا هنري دجيكولوم أبوجا ؟ - ؟ - ؟ - ؟                                                                 |
| 12  | أديس أبابا 14 فبراير أم درمان 27 فبراير   | 13:00 17:00 | سان جورج (إثيوبيا) : المريخ (السودان) : سان جورج                             | 1 - 1 3 - 1 | 4 - 2             | أديس أبابا السعودي - ناصر أم درمان جيرما - السعودي - إيداهور - السعودي                                     |
| 13  | فريتاون 13 فبراير تونس 26 فبراير          | 16:30 14:00 | إيست إند لايونز (سيراليون) : الترجي (تونس) : إيست إند لايونز                 | 2 - 2 3 - 2 | 5 - 4             | فريتاون كمارا - كانو - العياري - الشيخ تونس تاندوبا - بوعزي - كابيا - كانو - إينيرامو                      |
| 14  | ليبرفيل 14 فبراير واجادوجو 28 فبراير      | ؟           | ستاد مانجي (الجابون) : فاسو ينينجا ينينجا (بوركينافاسو) : ستاد مانجي         | 0 - 2 4 - 1 | 6 - 1             | ليبرفيل دولا - دولا واجادوجو سولومون - أوكانسي - أداما - نكوا - أوكانسي                                    |
| 15  | فيكتوريا 13 فبراير بور لويس 28 فبراير     | ؟           | لا باس (سيشل) : ستار لايت (موريشيوس) : لا باس                                | 1 - 0 3 - 1 | 3 - 2             | ليبرفيل هاسمان عبده بور لويس عبده - تومي - أولايني - سيوراج                                                |
| 16  | غابورون 13 فبراير بريتوريا 28 فبراير      | 13:30 15:30 | غابوروني (بتسوانا) : أورلاندو بيراتس أورلاندو (جنوب أفريقيا) : غابوروني      | 0 - 0 2 - 2 | 2 - 2 اعتباري     | بريتوريا ماشيغو - شانيني - ماشيغو - مابوسا                                                                 |
| 17  | دار السلام 13 فبراير كينشاسا 27 فبراير    | 13:00 ؟     | يانج (تنزانيا) : سانت لوي لوبوبو لوبوبو (زائير) : يانج أفريكانز              | 2 - 3 1 - 0 | 4 - 2             | دار السلام غومبا - ماروفو - ماكسي - نغاسا - لوتيتيلوتيتي كينشاسا كاييمبي موكيندي                           |
| 18  | زنجبار 14 فبراير هراري 28 فبراير          | ؟           | مافونزو (زنجبار) : جونيرز (زيمبابوي) : مافونزو                               | 1 - 2 4 - 0 | 6 - 1             | زنجبار ريديون - ماروتو - ماكاي هراري ماروتو - ماروتو - زاهواو - علي                                        |
| 19  | بانغي 14 فبراير طرابلس 27 فبراير          | 17:00 17:30 | عاصفة موكاف (أفريقيا الوسطي) : الإتحاد (ليبيا) : عاصفة موكاف                 | 1 - 2 6 - 0 | 8 - 1             | بانغي ماندجاو - كاميلو - الصناني طرابلس ارحومة - الزوي - منصور كوليبالي - كوليبالي - الزوي                 |
| 20  | بيساو 13 فبراير الجديدة 27 فبراير         | 16:00 20:00 | بالانتاس (غينيا بيساو) : الدفاع الجديدي الدفاع (المغرب) : بالانتاس مانسوا    | 0 - 0 3 - 0 | 3 - 0             | الجديدة عمر دابو - سعيد ماكاسي - عمر دابو                                                                  |
| 21  | كمبالا 12 فبراير لوساكا 27 فبراير         | 11:00 ؟     | ريفينيو أوثوريتي (أوغندا) : زاناكو (زامبيا) : ريفينيو أوثوريتي               | 1 - 0 4 - 0 | 4 - 1             | كمبالا كاويسا مانكو لوساكا موكوكا - ساكالا - كالينغو - ساكالا                                              |
| 22  | ساو تومي 14 فبراير دوالا 26 فبراير        | ؟           | بطل (ساو تومي) : يونيون دوالا يونيون (الكاميرون) : بطل (ساو تومي)            | - -         | انسحاب ساوتومي    | |
| 23  | برازافيل 14 فبراير سطيف 27 فبراير         | 14:00 17:00 | ديابلس نورس (الكونغو) : وفاق سطيف سطيف (الجزائر) : نورس                      | 3 - 2 - 0   | 4 - 3             | برازافيل أوندام - نويلي - نويلي- جديات - لزهر سطيف مراد دلهوم - مراد دلهوم                                 |
| 24  | بوجمبورا 13 فبراير ياوندي 27 فبراير       | ؟ 14:30     | فيتال أو (بوروندي) : تيكو يونايتد (الكاميرون) : فيتال أو                     | 2 - 2 - 2   | 4 - 4 ترجيح 5 - 3 | بوجمبورا ليوبولد - إدينجوي - نجونكو - ليوبولد ياوندي جوب - أميسي - تيب - مونونو                            |
| 25  | مبابان 14 فبراير بريتوريا 27 فبراير       | 13:30 18:15 | إمبابان سوالوز (سوازيلاند) : سوبر سبورت سوبر (جنوب أفريقيا) : إمبابان سوالوز | 1 - 3 2 - 2 | 5 - 3             | مبابان لانغيرمان - مونغالو - مونتيرو - مازيا بريتوريا أوموني - بوغونتا - كاريلس - نزيماندي                 |
| 26  | موروني 12 فبراير مابوتو 27 فبراير         | 11:00 ؟     | مـيتساميولى (جزر القمر) : فيروفياريو (موزمبيق) : مـيتساميولى                 | 3 - 5 4 - 1 | 9 - 4             | موروني يتالو - سيتو - عدنان - عدنان - دزرد - باراكي - رجب - ميشيل مابوتو ؟ - سيتو - باراكي - سيتو - رجب    |

### مفاجآت الدور التمهيدي
- خروج أشانتي كوتوكو الغاني من البطولة علي يد الفريق السنغالي المغمور لينجير.
- خروج أورلاندو بيراتس الجنوب إفريقي بواسطة غابوروني يونايتد البتسواني.
- خروج بايلسا يونايتد النيجيري من فريق يشارك لأول مرة (الغزالة التشادي).
- الحالة الرائعة التي ظهر عليها الاتحاد الليبي وإحرازة ثمانية أهداف في مرمي بطل أفريقيا الوسطي.
- كان الهدف الثاني للمريخ السوداني في مرمي سان جورج الإثيوبي في إياب الدور التمهيدي هو أخر أهداف المهاجم النيجيري الفذ
إندورانس إيداهور مهاجم المريخ السوداني حيث وافتة المنية إثر إصابتة خلال مباراة فريقة مع الأمل عطبرة ضمن مباريات الدوري السوداني.

## دور الإثنين وثلاثين
- إذا تعادل فريقان في مجموع اللقائين تطبق قاعدة الهدف الاعتباري فإذا تعادلا تؤخذ ركلات الترجيح مباشرة دون اللجوء إلي الوقت الإضافي.
- الأندية المتأهلة إلي دور الستة عشر تظهر بالخط العريض.
- الذهاب أحد أيام 19 - 20 - 21 مارس 2010، الإياب أحد أيام 2 - 3 - 4 أبريل 2010

| رقم | مكان / تاريخ                         | GMT         | المباراة                                                                                       | النتيجة     | مجموع             | الأهداف |
| --- | ------------------------------------ | ----------- | ---------------------------------------------------------------------------------------------- | ----------- | ----------------- | --- |
| 27  | كيجالي 20 مارس لوبومباشي 4 أبريل     | 13,00 14,30 | الجيش (رواندا) : تي.بي.مازيمبي مازيمبي (زائير) : الجيش                                         | 1 - 0 2 - 0 | 2 - 1             | كيجالي ألبير نغابو ؟' · لوبومباشي مابي 7' - كابانغو 57'                                                                                   |
| 28  | باماكو 21 مارس داكار 5 أبريل         | 16,30 17,00 | دجوليبا (مالي) : أية.أس.سي لينجير لينجير (السنغال) : دجوليبا                                   | 1 - 0 1 - 0 | 1 - 1 ترجيح 3 - 4 | باماكو كوفي باسكال 25' · داكار مباي ثيام 39'                                                                                              |
| 29  | الإسماعيلية 20 مارس سان ديني 3 أبريل | 17,30 16,00 | الإسماعيلي (مصر) : ستاد تامبونايز تامبونايز (ريونيون) : الإسماعيلي                             | 3 - 1 1 - 0 | 2 - 3             | الإسماعيلية فرج 16'، 80' · المدغري 33' - أبو جريشة . على يوتيوب 70' · سان ديني مامادو دياللو 31'                                          |
| 30  | أبيدجان 21 مارس أم درمان 4 أبريل     | 15,30 17,00 | أفريكا (كوت ديفوار) : الهلال (السودان) : أفريكا سبورتس                                         | 0 - 0 4 - 1 | 4 - 1             | أم درمان سيف مساوي 29'، 50' · مبيلي 72'، 90+2' - لاندرى . على يوتيوب 90'                                                                  |
| 31  | كازا 21 مارس لواندا 4 أبريل          | 17,00 14,30 | الرجاء (المغرب) : بترو إتليتيكو بترو (أنغولا) : الرجاء البيضاوي                                | 1 - 1 - 0   | 2 - 1             | الدار البيضاء أنطونيو 42' - متولي 48' (Pen) · لواندا بالانا 65'                                                                           |
| 32  | تونس 19 مارس تيزي وزو 2 أبريل        | 16,00 15,00 | (تونس) : شبيبة القبائل الشبيبة (الجزائر) : الإفريقي                                            | 1 - 1 - 0   | 2 - 1             | تونس إدريس 30' - تراوري 85' · تيزي وزو يحيي شريف . على يوتيوب 37'                                                                         |
| 33  | إنجامينا 21 مارس أم درمان 3 أبريل    | 15,00 17,00 | [[تصنيف:صفحات تستخدم رمز علم غير موجود\|]]الغزالة (تشاد) : المريخ · المريخ (السودان) : الغزالة | 1 - 1 2 - 0 | 3 - 1             | إنجامينا أوسونوا 70' - مختار 80' (og) · أم درمان أوسونوا 11' - سيلفايا . على يوتيوب ؟' (og)                                               |
| 34  | تونس 20 مارس واجادوجو 3 أبريل        | 16,00 16,00 | الترجي (تونس) : فاسو ينينجا ينينجا (بوركينافاسو) : الترجي                                      | 4 - 1 1 - 3 | 2 - 7             | تونس العياري 13' - إينيرامو 20' · بوعزي 26' - صيام 41' (og) - الدربالي 55' · واجادوجو إينيرامو 2' - العياري 15' · أوكانسي 19' - بوعزي 80' |
| 35  | بور لويس 20 مارس غابورون 2 أبريل     | 13,00 13,30 | ستار (موريشيوس) : غابوروني (بتسوانا) : ستار لايت                                               | 0 - 3 - 0   | 6 - 0             | بور لويس فبري 5' · شيكومو 45' - ماغالا 50' · غابورون ؟ - ؟ - ؟                                                                            |
| 36  | كينشاسا 21 مارس هراري 4 أبريل        | 14,30 10,00 | لوبوبو (زائير) : ديناموز هراري ديناموز (زيمبابوي) : س.ل.لوبوبو                                 | 0 - 1 - 0   | 2 - 0             | كينشاسا كوثبرت مالاجيلا 73' · هراري ؟ ؟'                                                                                                  |
| 37  | هراري 20 مارس القاهرة 2 أبريل        | 14,00 17,30 | [[تصنيف:صفحات تستخدم رمز علم غير موجود\|]]جونيرز (زيمبابوي) : الأهلي · الأهلي (مصر) : جونيرز   | 1 - 0 2 - 0 | 2 - 1             | هراري نورمان ماروتو . على يوتيوب 23' · القاهرة أحمد شكري . على يوتيوب 21' · محمد سمير 45' (Pen)                                           |
| 38  | طرابلس 19 مارس الجديدة 2 أبريل       | 16,30 19,00 | الإتحاد (ليبيا) : الدفاع الجديدي الدفاع (المغرب) : الإتحاد                                     | 1 - 1 1 - 1 | 2 - 2 ترجيح 3 - 4 | طرابلس الزوي 58' - دابو 74' · الجديدة دابو 67' - كاميلو 73'                                                                               |
| 39  | لوساكا 20 مارس أبيدجان 4 أبريل       | 13,00 15,30 | زاناكو (زامبيا) : أسيك ميموسا أسيك (كوت ديفوار) : زاناكو                                       | 1 - 0 1 - 1 | 1 - 2             | لوساكا ساكالا ماكونديكا 77' · أبيدجان كيسي 44' - شالانشي 53'                                                                              |
| 40  | دوالا 21 مارس سطيف 2 أبريل           | 15,30 18,00 | يونيون (الكاميرون) : وفاق سطيف سطيف (الجزائر) : يونيون دوالا                                   | 0 - 2 5 - 0 | 7 - 0             | دوالا لزهر 21' - جديات 39' · سطيف لزهر 21' - جديات 41' · بلقاسم 64' - ديس 73' - فراجي . على يوتيوب 85'                                    |
| 41  | ياوندي 20 مارس أويري 4 أبريل         | 14,30 15,00 | تيكو (الكاميرون) : هارت لاند هارت (نيجيريا) : تيكو يونايتد                                     | 2 - 2 1 - 1 | 3 - 3 اعتباري     | ياوندي أمبينو 60' · نغانثي 85' - تشيبامبو 76'، 90' · أبوجا أومودياغبي 85' - جون 90'                                                       |
| 42  | بريتوريا 20 مارس مابوتو 4 أبريل      | 18,15 13,00 | سوبر (جنوب أفريقيا) : فيروفياريو (موزمبيق) : س.سبورت                                           | 3 - 0 2 - 0 | 2 - 3             | بريتوريا لانغيرمان 37'، 61' - لافور 44' · مابوتو سيتو 12' - حاجي 26'                                                                      |

## دور الستة عشر
- إذا تعادل فريقان في مجموع اللقائين تطبق قاعدة الهدف الاعتباري فإذا تعادلا تؤخذ ركلات الترجيح مباشرة دون اللجوء إلي الوقت الإضافي.
- الأندية المتأهلة إلي دوري الثمانية تظهر بالخط العريض.
- الذهاب أحد أيام 23 - 24 - 25 أبريل 2010، الإياب أحد أيام 7 - 8 - 9 مايو 2010

| رقم | مكان / تاريخ                         | GMT         | المباراة                                                        | النتيجة     | مجموع | الأهداف |
| --- | ------------------------------------ | ----------- | --------------------------------------------------------------- | ----------- | ----- | --- |
| 43  | باماكو 25 أبريل لوبومباشي 9 مايو     | 17,00 14,30 | دجوليبا (مالي) : تي.بي.مازيمبي مازيمبي (زائير) : دجوليبا        | 0 - 1 3 - 0 | 4 - 0 | باماكو مابي موبوتو 53' (pen) · لوبومباشي كالويتوكا ديوكو 27'، 60' · مابي موبوتو 48'                                             |
| 44  | أم درمان 25 أبريل الإسماعيلية 9 مايو | 17,00 16,30 | الهلال (السودان) : الإسماعيلي (مصر) : الهلال                    | 0 - 1 3 - 1 | 4 - 1 | أم درمان محمد حمص 45+1' · . على يوتيوب- . على يوتيوب · الإسماعيلية سادومبا 28' - حمص 65' · فرج 76' - أحمد خيري 90'              |
| 45  | تيزي وزو 25 أبريل لواندا 9 مايو      | 16,00 14,30 | الشبيبة (الجزائر) : بترو إتليتيكو بترو (أنغولا) : شبيبة القبائل | 2 - 0 2 - 1 | 2 - 3 | تيزي وزو سعد 50' - عودية 89' · . على يوتيوب · لواندا ديفيد ماغالهاييش 5' - جوب 13' · عودية محمد أمين 54'                        |
| 46  | تونس 23 أبريل أم درمان 8 مايو        | 15,00 17,00 | الترجي (تونس) : المريخ (السودان) : الترجي                       | 3 - 0 1 - 1 | 1 - 4 | تونس إينيرامو 8' - بن عمر 23' · أسامة الدراجي 28' (Pen) · . على يوتيوب- . على يوتيوب- · أم درمان بيسالا 45' (og) - بوعزي 52'    |
| 47  | هراري 25 أبريل غابورون 8 مايو        | 11,00 13,30 | ديناموز (زيمبابوي) : غابوروني (بتسوانا) : ديناموز               | 4 - 1 1 - 0 | 2 - 4 | هراري مابوسا 15' - ديلان 25' · ماريري 35' - فاراي 75' - إيفانز 84' · غابورون أوفنتس ناتو 60'                                    |
| 48  | طرابلس 23 أبريل القاهرة 9 مايو       | 18,30 17,00 | الإتحاد (ليبيا) : الأهلي (مصر) : الإتحاد                        | 2 - 0 3 - 0 | 3 - 2 | طرابلس الشيباني 13' - الزوي 73' · . على يوتيوب- . على يوتيوب- . على يوتيوب · القاهرة متعب 60' - فضل 74' · شهاب الدين أحمد 90+4' |
| 49  | سطيف 24 أبريل لوساكا 8 مايو          | 18,00 13,00 | سطيف (الجزائر) : زاناكو (زامبيا) : وفاق سطيف                    | 1 - 0 2 - 2 | 2 - 3 | سطيف مراد دلهوم 75' · لوساكا ماكونديكا ساكالا 53' · لزهر 60'، 77' - كينيدي 78'                                                  |
| 50  | بريتوريا 24 أبريل أبوجا 9 مايو       | 18,15 14,00 | سوبر (ج أفريقيا) : هارت لاند هارت (نيجيريا) : سوبر سبورت        | 1 - 1 3 - 1 | 4 - 2 | بريتوريا تانكغاد 3' - مادوبانيا 87' · أبوجا نوانا 39' - أويري 55' · كوفرامتا 70' - أوموني 80'                                   |

- الخاسر من دور الستة عشر يتحول إلي دور الستة عشر المكرر لبطولة كأس الاتحاد الكونفدرالي الأفريقي لكرة القدم 2010

## مرحلة المجموعات
- تقسم الأندية الثمانية المتأهلة من دور الستة عشر إلي مجوعتين تحددهما قرعة الأدوار النهائية.
- صنف الكاف أندية مرحلة المجموعات كما يلي:

| التصنيف الأول  | التصنيف الثاني      | التصنيف الثالث        | التصنيف الرابع    |
| -------------- | ------------------- | --------------------- | ----------------- |
| الأهلي مازيمبي | هارت لاند وفاق سطيف | شبيبة القبائل ديناموز | الإسماعيلي الترجي |

شعار البطولة
مراسم قرعة الأدوار النهائية
كأس البطولة

- يلعب كل فريق مع فرق مجوعتة الثلاث الأخرى ستة مباريات بنظام الذهاب والإياب علي ستة مراحل تلعب مباراتين في كل مرحلة.
- يحصل الفائز علي ثلاث نقاط والمتعادل علي نقطة واحدة بينما لا يحصل الخاسر علي أية نقاط.
- بعد نهاية الجولات الست يكون كل فريق قد لعب ست مواجهات مع فرق مجموعتة ذهابا وإيابا. يتم ترتيب المجموعتين بحسب عدد النقاط. فإذا تساوي فريقين أو أكثر في عدد النقاط يتم الاحتكام للمواجهات المباشرة بين الفرق المتساوية أولا قبل الاحتكام إلي فارق الأهداف.
- يتأهل بطل ووصيف كل مجموعة إلي الدور قبل النهائي حيث يلتقي بطل كل مجموعة مع وصيف الأخرى بحيث يكون
 إياب نصف النهائي علي ملعبي بطلي المجموعتين.
- الأندية المتأهلة إلي الدور قبل النهائي تظهر بالخط العريض.
- أجريت ظهر اليوم الخميس الموافق 13 مايو قرعة الأدوار النهائية وأسفرت عن النتائج التالية:-
- تضم المجموعة الأولي (مازيمبي - وفاق سطيف - ديناموز - الترجي) وتضم المجموعة الثانية (الأهلي - هارت لاند - شبيبة القبائل - الإسماعيلي)

### المجموعة الأولى
| الفريق  | لعب | فاز | تعادل | خسر | له | عليه | -\+ | النقاط |
| ------- | --- | --- | ----- | --- | -- | ---- | --- | ------ |
| الترجي  | 6   | 4   | 1     | 1   | 9  | 4    | +5  | 13     |
| مازيمبي | 6   | 3   | 2     | 1   | 8  | 7    | +1  | 11     |
| سطيف    | 6   | 1   | 3     | 2   | 7  | 6    | +1  | 6      |
| ديناموز | 6   | 1   | 0     | 5   | 2  | 9    | -7  | 3      |

| ديناموز هراري | 0 - 2 | تي.بي.مازيمبي                           |
| ------------- | ----- | --------------------------------------- |
|               |       | 17' غيفن سينغولوما · 33' غيفن سينغولوما |

| وفاق سطيف | 0 - 1 | الترجي          |
| --------- | ----- | --------------- |
|           |       | 52' وجدي بو عزي |

| تي.بي.مازيمبي                          | 2 - 2 | وفاق سطيف                         |
| -------------------------------------- | ----- | --------------------------------- |
| مبيزا بيدي 18' · مابي موبوتو 57' (Pen) |       | 39' نبيل حيماني · 50' نبيل حيماني |

| الترجي                  | 1 - 0 | ديناموز هراري |
| ----------------------- | ----- | ------------- |
| أسامة الدراجي 84' (Pen) |       |               |

| تي.بي.مازيمبي                                 | 2 - 1 | الترجي           |
| --------------------------------------------- | ----- | ---------------- |
| آلان كالويتوكا ديوكو 45' · نغاندو كاسونغو 87' |       | 42' مايكل إنرامو |

| ديناموز هراري   | 1 - 0 | وفاق سطيف |
| --------------- | ----- | --------- |
| وندر سيثولى 31' |       |           |

| الترجي                                                 | 3 - 0 | تي.بي.مازيمبي |
| ------------------------------------------------------ | ----- | ------------- |
| مايكل إنرامو 20' · مايكل إنرامو 47' · وليد الهيشري 87' |       |               |

| وفاق سطيف                                        | 3 - 0 | ديناموز هراري |
| ------------------------------------------------ | ----- | ------------- |
| فاهم بوعزة 33' · فاهم بوعزة 75' · يوسف غزالي 77' |       |               |

| تي.بي.مازيمبي                                 | 2 - 1 | ديناموز هراري       |
| --------------------------------------------- | ----- | ------------------- |
| آلان كالويتوكا ديوكو 59' · غيفن سينغولوما 62' |       | 84' تاباني كاموسوكو |

| الترجي                             | 2 - 2 | وفاق سطيف                      |
| ---------------------------------- | ----- | ------------------------------ |
| أسامة الدراجي 42' · مجدي تراوي 58' |       | 4' يوسف غزالي · 84' يوسف غزالي |

| وفاق سطيف | 0 - 0 | تي.بي.مازيمبي |
| --------- | ----- | ------------- |
|           |       |               |

| ديناموز هراري | 0 - 1 | الترجي            |
| ------------- | ----- | ----------------- |
|               |       | 22' أسامة الدراجي |

### المجموعة الثانية
| الفريق        | لعب | فاز | تعادل | خسر | له | عليه | -\+ | النقاط |
| ------------- | --- | --- | ----- | --- | -- | ---- | --- | ------ |
| شبيبة القبائل | 6   | 4   | 2     | 0   | 6  | 2    | +4  | 14     |
| الأهلي        | 6   | 2   | 2     | 2   | 8  | 9    | -1  | 8      |
| الإسماعيلي    | 6   | 2   | 0     | 4   | 7  | 8    | -1  | 6      |
| هارت لاند     | 6   | 1   | 2     | 3   | 5  | 7    | -2  | 5      |

| هارت لاند      | 1 - 1 | الأهلي                   |
| -------------- | ----- | ------------------------ |
| بيللو كوفي 49' |       | 75' (Pen) محمد أبو تريكة |

| الإسماعيلي | 0 - 1 | شبيبة القبائل      |
| ---------- | ----- | ------------------ |
|            |       | 75' بلكاليم السعيد |

| الأهلي                          | 2 - 1 | الإسماعيلي              |
| ------------------------------- | ----- | ----------------------- |
| محمد طلعت 58' · وائل جمعة 90+4' |       | 80' محمد محسن أبو جريشة |

| شبيبة القبائل  | 1 - 0 | هارت لاند |
| -------------- | ----- | --------- |
| فارس حميتي 54' |       |           |

| شبيبة القبائل       | 1 - 0 | الأهلي |
| ------------------- | ----- | ------ |
| محمد خوتير زيتي 25' |       |        |

| الإسماعيلي         | 1 - 0 | هارت لاند |
| ------------------ | ----- | --------- |
| قودوين نيدبيسي 15' |       |           |

| الأهلي            | 1 - 1 | شبيبة القبائل |
| ----------------- | ----- | ------------- |
| محمد ناجي جدو 22' |       | 29' تجار سعد  |

| هارت لاند                             | 2 - 1 | الإسماعيلي   |
| ------------------------------------- | ----- | ------------ |
| إيكي تانكغاد 40' · تشينيدو إيفوكي 85' |       | 31' محمد حمص |

| الأهلي                       | 2 - 1 | هارت لاند           |
| ---------------------------- | ----- | ------------------- |
| أحمد فتحي 20' · محمد فضل 50' |       | 56' إيمانويل نواتشي |

| شبيبة القبائل | 1 - 0 | الإسماعيلي |
| ------------- | ----- | ---------- |
| أزو أزوكا 87' |       |            |

| الإسماعيلي                                                          | 4 - 2 | الأهلي                         |
| ------------------------------------------------------------------- | ----- | ------------------------------ |
| عبد الله الشحات 5' · أحمد علي 36' · المعتصم سالم 70' · أحمد علي 73' |       | 34' محمد بركات · 88' محمد طلعت |

| هارت لاند        | 1 - 1 | شبيبة القبائل   |
| ---------------- | ----- | --------------- |
| إيميكا نوانا 32' |       | 50' نبيل يعلاوي |

## نصف النهائي
- يلتقي في هذا الدور بطل كل مجموعة مع وصيف الأخرى ذهابا وإيابا.
- يتمتع بطلي المجموعتين بميزة خوض لقاء الإياب علي ملعبيهما.
- يتأهل إلي الدور النهائي الفائز بمجموع لقائي الذهاب والإياب.
- إذا تعادل فريقان في مجموع اللقائين تطبق قاعدة الهدف الاعتباري فإذا تعادلا تؤخذ ركلات الترجيح مباشرة دون اللجوء إلي الوقت الإضافي.
- الذهاب أحد أيام 1 - 2 - 3 أكتوبر 2010، الإياب أحد أيام 15 - 16 - 17 أكتوبر 2010

| تي.بي.مازيمبي                                                           | 3 - 1 | شبيبة القبائل   |
| ----------------------------------------------------------------------- | ----- | --------------- |
| آلان كالويتوكا ديوكو 6' · نغاندو كاسونغو 85' · آلان كالويتوكا ديوكو 89' |       | 69' نبيل يعلاوي |

| شبيبة القبائل | 0 - 0 | تي.بي.مازيمبي |
| ------------- | ----- | ------------- |
|               |       |               |

| الأهلي                       | 2 - 1 | الترجي            |
| ---------------------------- | ----- | ----------------- |
| محمد فضل 38' · أحمد فتحي 68' |       | 72' أسامة الدراجي |

| الترجي          | 1 - 0 | الأهلي |
| --------------- | ----- | ------ |
| مايكل إنرامو 1' |       |        |

## النهائي
| تي.بي.مازيمبي | 5 - 0 | الترجي |
| --- | ----- | ------ |
| نغاندو كاسونغو 19' · آلان كالويتوكا ديوكو 45' (Pen) · غيفن سينغولوما 55' · غيفن سينغولوما 59' · نغاندو كاسونغو 75' |       |        |

| الترجي           | 1 - 1 | تي.بي.مازيمبي |
| ---------------- | ----- | ------------- |
| هاريسون أفول 23' |       | 67' كاندا     |